# Ashwaganda
Ashwaganda (Withania somnifera) is een plantensoort uit de nachtschadefamilie. De soort kan tot anderhalve meter hoog groeien (struik) en komt in heel Afrika, het Middellandse Zeegebied, Zuid-Azië en Mauritius voor. In de traditionele Indiase kruidenheelkunde van de Ayurveda speelt ashwagandha een belangrijke rol als afrodisiacum vanwege de libidoverhogende werking.
De werking van Ashwaganda is niet wetenschappelijk onderzocht voor menselijk gebruik. 
Op 5 maart 2024 publiceerde het RIVM een risicobeoordeling waarin het instituut adviseerde om geen middelen te gebruiken waarin Ashwaganda verwerkt is.

## Bestanddelen
De wortels van de struik bevatten diverse alkaloïden zoals anaferine, anahygrine, cuscohygrine, whitaferine A en whitasomniferanolide. Ze bevatten bovendien de actieve bestanddelen van ashwaganda:
withanoliden. Deze bestanddelen zijn steroïden en lijken qua werking op het hoofdbestandeel van Panax ginseng. Daarom wordt ashwaganda ook wel Indiase ginseng genoemd. Withanoliden komen voor in alle planten van de nachtschadefamilie, maar in Withanaia somnifera worden de hoogste concentraties gevonden.

## Eigenschappen en werking
Ashwaganda zou een rustgevende werking hebben. Daarnaast zou het kruid een algemene versterkende en ontstekingsremmende werking hebben; volgens dieronderzoek zou het libido bij ratten onderdrukt worden.

## Gebruik
De betekenis van ashwaganda voor de Ayurvedische wereld kan vergeleken worden met de werking van ginseng zoals deze wordt toegepast in de Chinese geneeskunde. Het gebruik zou de fysieke prestaties bevorderen en zou als tonicum bij slapeloosheid ingezet kunnen worden.